# Varga Fekete Kinga
Varga Fekete Kinga (Budapest, 1995. július 13. –) magyar színésznő.

## Életpályája
2014-2019 között a Kaposvári Egyetem színész szakán tanult, Eperjes Károly és Spindler Béla osztályában. 2019-2020 között a nyíregyházi Móricz Zsigmond Színházban játszott. 2021-től a Pesti Magyar Színház tagja.
2020-2021 között a Magyar Katolikus Rádió szerkesztő-ripoertereként dolgozott.

## Szinpadi szerepei
- Hammerstein - Rodgers: A muzsika hangja -  Zsófia nővér  (Pesti Magyar Színház. r: Eperjes Károly)
- Németh Ákos : Babett hazudik - Babett (Kaposvári Csíky G. Színház  2016  r: Németh Ákos)
- Goldoni: Chioggai csetepaté - Checca (Kaposvári Csíky G. Színház  2018  r: Kéry Kitti)
- Dragomán György: Kalucsni -   (Nyíregyházi Móricz Zs. Színház 2019 r:  Szikszai Rémusz)
- Knott: Várj, míg sötét lesz  - Gloria  (Nyíregyházi Móricz Zs. Színház 2021 r: Mészáros Tibor)
- Németh Ákos: Deviancia - Zsanett (Karaván Színház, Budaopest 2022  r: Rajkai Zoltán)

## Filmes és televíziós szerepei
- Mintaapák (2020) ...Csabai Zsanett
- Barátok közt (2021) ...Sebes Martina
- Drága örökösök ...Aneszteziológus